# Norbert Masur
Pour les articles homonymes, voir Masur.
Norbert Masur, né le 13 mai 1901 à Friedrichstadt, en province du Schleswig-Holstein et mort le 10 juillet 1971, à Stockholm, en Suède, est un homme d'affaires suédois, d'origine allemande, ayant quitté l'Allemagne avec la montée du nazisme, qui durant la Seconde Guerre mondiale est le représentant de la Suède au Congrès juif mondial. Avec l'aide de Felix Kersten, le médecin personnel (masseur et thérapeute) de Heinrich Himmler, il obtient de ce dernier la libération immédiate de 7 000 femmes internées à Ravensbrück, le 21 avril 1945, soit juste avant la fin de la guerre qui prend lieu le 8 mai 1945. Durant les années 1950, il immigre en Israël.

## Biographie
Norbert Masur,,,,,,,,,,,,,,,,,,, est né le 13 mai 1901 à Friedrichstadt, en Allemagne.
Il est le fils de Leiser Masur et de Hanna Levy. Leiser Masur est un agent général pour les produits en caoutchouc.  
Norbert Masur fait partie d'une fratrie de dix enfants.

### Rencontre avec Heinrich Himmler
Le 21 avril 1945, soit juste avant la fin de la guerre qui a lieu le 8 mai 1945, Norbert Masur rencontre  Heinrich Himmler. La rencontre est organisée par Felix Kersten, le médecin personnel (masseur et thérapeute) de Heinrich Himmler. Les deux hommes ont pris un avion à Stockholm le 19 avril 1945 et atterrissent à l'aéroport de Tempelhof au centre de Berlin.

## Collectionneur d'œuvres d'art
Norbert Masur est un collectionneur d'œuvres d'art, il  possède une peinture de Bernard Buffet: ”Ecluse sur La Meuse", 1962.

## Honneurs
- Chevalier de la Légion d'honneur en 1955, pour avoir sauvé des déportés des camps de concentration allemands